# Pareumenes intermedius
Pareumenes intermedius är en stekelart som först beskrevs av Henri Saussure 1852.  Pareumenes intermedius ingår i släktet Pareumenes och familjen Eumenidae. Inga underarter finns listade i Catalogue of Life.